# Johannes Clauß Voß

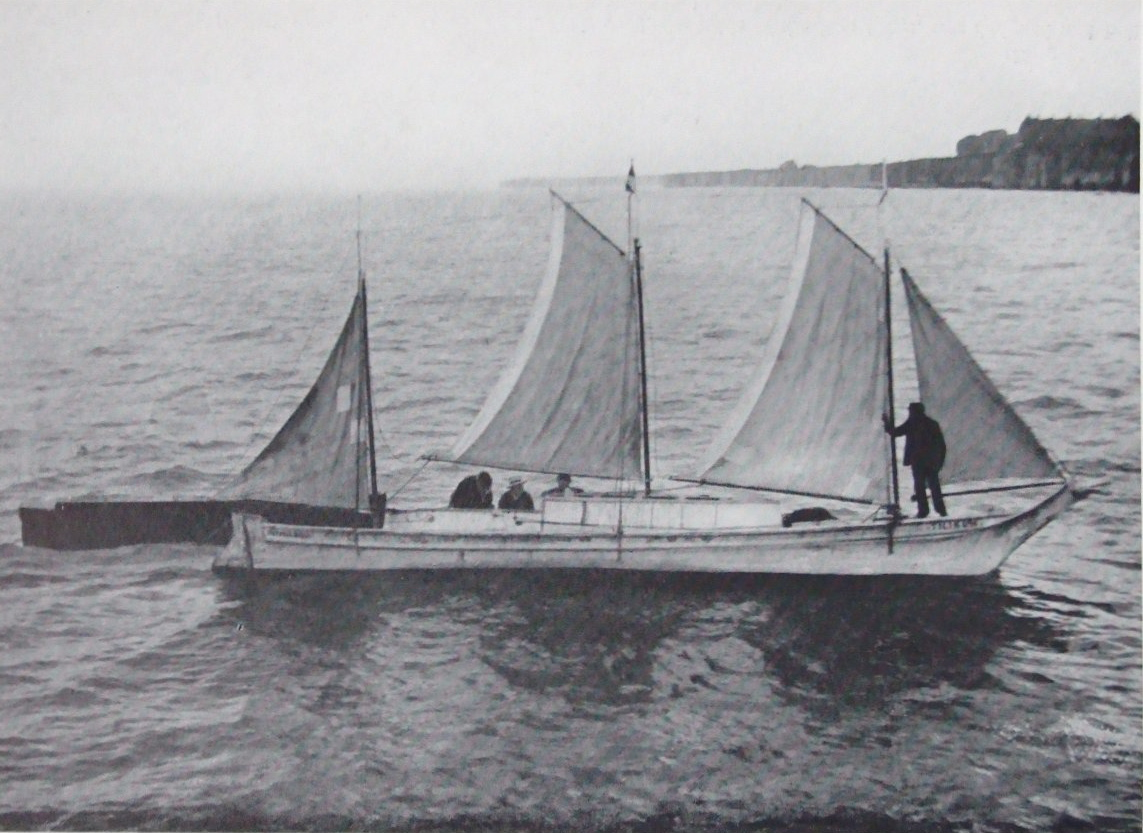
Kapitän John C. Voss auf der Tilikum

Johannes Clauß Voß (* 1858 in Moordiek bei Horst (Holstein); † 1922 in Victoria (British Columbia)) war ein deutsch-kanadischer Seefahrer. Er wuchs in Schleswig-Holstein auf und lernte dort den Beruf eines Schiffszimmermanns. Nach seinen ersten Fahrten nahm er die kanadische Staatsbürgerschaft an und änderte seinen Namen in John C. Voss.
Bekanntheit erlangte er vor allem durch seine Weltumsegelung mit der Tilikum, einem umgebauten Einbaum, von 1901 bis 1904. Über diese und andere Seereisen auf kleinen Segelbooten berichtete er im Buch
The Venturesome Voyages of Captain Voss.
Sein Leben ist auch Inhalt der fiktiven Autobiographie Für Tausend Dollar um die Welt von Werner Gilde, der in der Nähe von Moordiek aufwuchs und von Zeitgenossen Voß’ Details über dessen Jugend erfuhr, die er in sein Buch einarbeitete.
Er habe sich am meisten über das Buch The Venturesome Voyages of Captain Voss gefreut, antwortete Patrizio Bertelli auf die Frage, über welches Geschenk zum 69. Geburtstag er sich gefreut habe. Er gab den Rat: „Lesen Sie das Buch, es ist hochinteressant.“